# Ria Thiele
Maria „Ria“ Thiele (* 18. März 1904 in Kleve; † 20. April 1996 in Düsseldorf) war eine deutsche Schauspielerin, Tänzerin und Choreographin.

## Biographie

### Jugend, Ausbildung und erste Rollen
Ria Thiele war eine Tochter des Finanzamt-Buchprüfers Otto Thiele und von dessen Frau Maria; das Ehepaar hatte sechs Töchter und einen Sohn. Kurz nach ihrer Geburt zog die Familie von Kleve nach Düsseldorf-Oberkassel. Ihr Vater hatte in seiner Jugend von einer Karriere als akrobatischer Clown geträumt. Eines Tages riss er gemeinsam mit einem Freund zu einem Zirkus aus; seine Eltern ließen ihn jedoch mit Polizeigewalt aus Breslau nach Hause bringen, und er musste eine Ausbildung zum Buchprüfer im Finanzamt machen. Seine Kinder ließ er später zuhause Turnübungen machen, und sie spielten gemeinsam Theater. Seine 15-jährige offensichtlich schauspielerisch begabte Tochter Ria meldete er an der Hochschule für Bühnenkunst des Schauspielhauses Düsseldorf an, die von Louise Dumont und Gustav Lindemann geleitet wurde. Innerhalb von 14 Tagen lernte sie mit Hilfe ihrer Geschwister drei Rollen aus klassischen Stücken auswendig. Als sie Louise Dumont vorsprach, rief diese begeistert: „Mein Kind, Sie scheinen unter einem glücklichen Stern zu stehen.“
Noch im selben Jahr hatte Thiele schon erste Auftritte, so etwa gemeinsam mit Mitschüler Gustaf Gründgens auf der Bühne des Gartenrestaurants Vossen Links in Oberkassel, die als Sprungbrett für Talente bekannt war, aber auch im Schauspielhaus als Elfe in Shakespeares Sommernachtstraum. Weitere später bekannte Mitschüler waren unter anderen Paul Kemp und Walter Oehmichen. Im Jahr darauf erhielt Ria Thiele, die auch tänzerisch begabt war, mit 16 Jahren ihren ersten Vertrag am Schauspielhaus Düsseldorf, mit einer für damalige Verhältnisse hohen Monatsgage von 500 Mark im ersten und 1000 Mark im zweiten Jahr. Zudem wurde ihr das Schulgeld erlassen. In diesen zwei Jahren übernahm sie Rollen in 26 Stücken.
Ihr Debüt gab Maria Thiele am 8. Juni 1920 als Wendla Bergmann in Wedekinds Frühlings Erwachen. Wegen ihres Mitwirkens in dem „Skandalstück“ sperrte der Vater sie in ihrem Zimmer ein und verbot ihr weitere Auftritte; die Tochter drohte daraufhin, aus dem Fenster zu springen, und die Eltern gaben schließlich nach. Für diesen Einstand erntete die „holdselige Schauspielerin“ begeisterte Kritiken. Da die Spannungen im Elternhaus aber anhielten, zog sie schließlich auf Anraten ihrer Lehrerin Louise Dumont zu deren Freundin, der Malerin Elisabeth Sohn-Rethel.

### Weitere Karriere als Schauspielerin

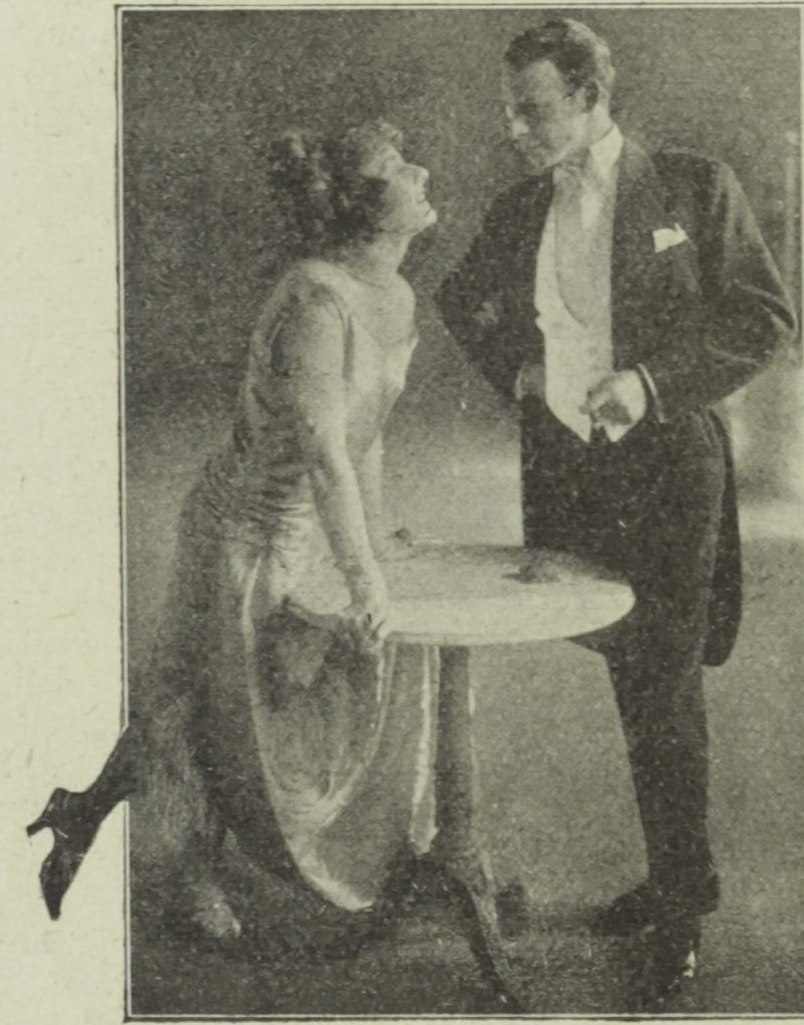
Ria Thiele mit ihrem Kollegen Wolf H. Kersten in Antonia von Melchior Lengyel im Wiener Raimundtheater (1925)

1922 musste das Düsseldorfer Schauspielhaus wegen finanzieller Schwierigkeiten geschlossen werden. Ria Thiele nahm daraufhin gemeinsam mit ihrem 27 Jahre älteren Kollegen, Eugen Dumont (nicht verwandt mit Louise Dumont), ein für vier Jahre geplantes Engagement am Deutschen Volkstheater in Wien an. Die Eltern von Ria Thiele versuchten vergeblich, dies zu verhindern. Um den Widerstand der Eltern zu überwinden, heiratete das Paar.
Während ihrer Zeit in Wien verfolgte Thiele ihre tänzerische Ausbildung weiter, so etwa in der Schule des ungarischen Tänzers Rudolf von Laban. Besonders erfolgreich war sie in der Rolle der Anitra in Ibsens Peer Gynt, in der sie auch tanzte. Der Tanz nahm immer breiteren Raum in ihrem künstlerischen Schaffen ein, und sie veranstaltete eigene Tanzabende. Nach einem Auftritt in Bukarest wurde sie vom begeisterten Publikum von der Bühne getragen. 1924 heißt es in der österreichischen Wochenzeitschrift Die Bombe, die „famose“ Thiele habe mit nichts als einem „leichten Straußenfederngürtel“ in dem „übergepfefferten“ Schwank Jou-Jou getanzt. Der Kritiker Max Brod schrieb: „Für Ria Thiele sind Turn- und Tanzszenen eingelegt. Dieser durchtrainierte Körper wirkt auch ohne Dialog geistreich und nie langweilig.“ Auf eine Umfrage der Zeitschrift Wiener Salonblatt, die sich nach den Urlaubsplänen von Künstlern erkundigte, antwortete Thiele:

„Die Wiener Gagenverhältnisse sind nicht so, daß man Ferien halten könnte. Ich gebe in Zürich und in großen Kurorten Tanzabende, um mich durchzubringen. Die Pleureusen, die ich als Tanzkostüm trage (siehe Jou-Jou), stecke ich mir während der Reise an meinen Hut.“

1926 wurde Eugen Dumonts Vertrag mit dem Volkstheater nicht verlängert, worauf seine Frau auch ihren Vertrag beendete. In der Folge war es Thiele, die durch ihre Tanzabende das Leben des Ehepaars finanzierte, wobei Dumont offensichtlich allein die Gagen seiner Frau kassierte und ausgab; Ria Thiele fühlte sich zunehmend ausgenutzt. Am Silvesterabend 1926 musste sie mit einem Blinddarmdurchbruch ins Krankenhaus eingeliefert werden und schwebte acht Wochen lang in Lebensgefahr. Nach ihrer Genesung trennte sie sich von Dumont und ließ sich scheiden. Im Rückblick äußerte sie aber die Auffassung, dass sie ohne die Hilfe und den Schutz von Dumont kaum ihren künstlerischen Aufstieg erreicht hätte.
Im selben Jahr trat Ria Thiele im Theater des Westens in Berlin neben Willy Fritsch und Willi Forst auf. 1929 nahm sie ein halbjähriges Engagement in Prag an, wo sie ein „gefeierter Liebling des Prager Publikums“ wurde. Im Jahr darauf heiratete sie den Ulmer Unternehmer Karl Levinger. Drei Jahre später kehrte sie an das Düsseldorfer Schauspielhaus zurück, das wieder von Louise Dumont und Gustav Lindemann geleitet wurde. Immer wieder gab es Spannungen mit ihrem Mann, der sie aufforderte, Rollen nicht anzunehmen.

### In Spanien
Zur Zeit des Nationalsozialismus übersiedelte Thiele 1935 mit ihrem Mann, der jüdischer Herkunft war, nach Alcalá de Henares nahe Madrid und betrieb dort eine Hühnerfarm mit Namen La Complutense. Es heißt, dass dem Ehepaar diese Farm, die einem SS-Mann gehört habe, im Austausch für Levingers Unternehmen überlassen worden sei.
Während des Spanischen Bürgerkriegs wurde die Farm von einem russischen General in Beschlag genommen, Levinger gefangen genommen und gefoltert. Ria Thiele floh nach Marseille und von dort aus nach Wien, wo sie von dem Bildhauer Fritz Wotruba aufgenommen wurde. Dort wurde 1937 ihre Tochter Lydia geboren. Ihr Mann kam nach rund fünf Monaten frei und folgte ihr. 1938 suchte die Gestapo in der Wiener Wohnung der Eheleute nach Levinger, der jedoch nach Mailand entkommen konnte. Nach einigen Monaten, in denen sie an der Ausreise gehindert worden war, konnte seine Frau ihm nachreisen, von dort aus ging es über Paris und Italien zurück nach Spanien.
Levinger war durch die vergangenen Erlebnisse traumatisiert, und sein Wesen verändert. Er plante, entweder nach Chile oder in die Vereinigten Staaten auszuwandern. Er verkaufte die Farm ohne Wissen seiner Frau, und die Familie zog nach Madrid. Als sich Ria Thiele den Auswanderungsplänen ihres Mannes widersetzte, wurde sie – mutmaßlich auf sein Betreiben hin – in eine Irrenanstalt eingeliefert, wie sie in ihren Erinnerungen berichtete. Nach vier Wochen konnte sie sich befreien; sie war nun mittellos. Mit der Unterstützung von Freunden konnte sie sich aber in Spanien eine neue Existenz als Tanz- und Gymnastiklehrerin aufbauen. Auch wurde sie vom Teatro María Guerrero als Choreographin verpflichtet. Karl Levinger beging 1946 Suizid.
Thiele baute auch eine eigene, erfolgreiche Tanztruppe in Spanien auf. Nachdem sie das Tanzen nach einer Knieverletzung aufgeben musste, trat sie wieder als Schauspielerin auf, stand aber dabei unter Beobachtung des spanischen Staates, wie sie berichtete. Als sie um ihre Wiedergutmachung kämpfte und Briefe an hohe Stellen schrieb, wurde sie 1951 zu einer achtmonatigen Haftstrafe wegen Beleidigung verurteilt, jedoch später freigesprochen. Anschließend verließ sie Spanien und ging zurück nach Deutschland.

### Zurück in der Heimatstadt

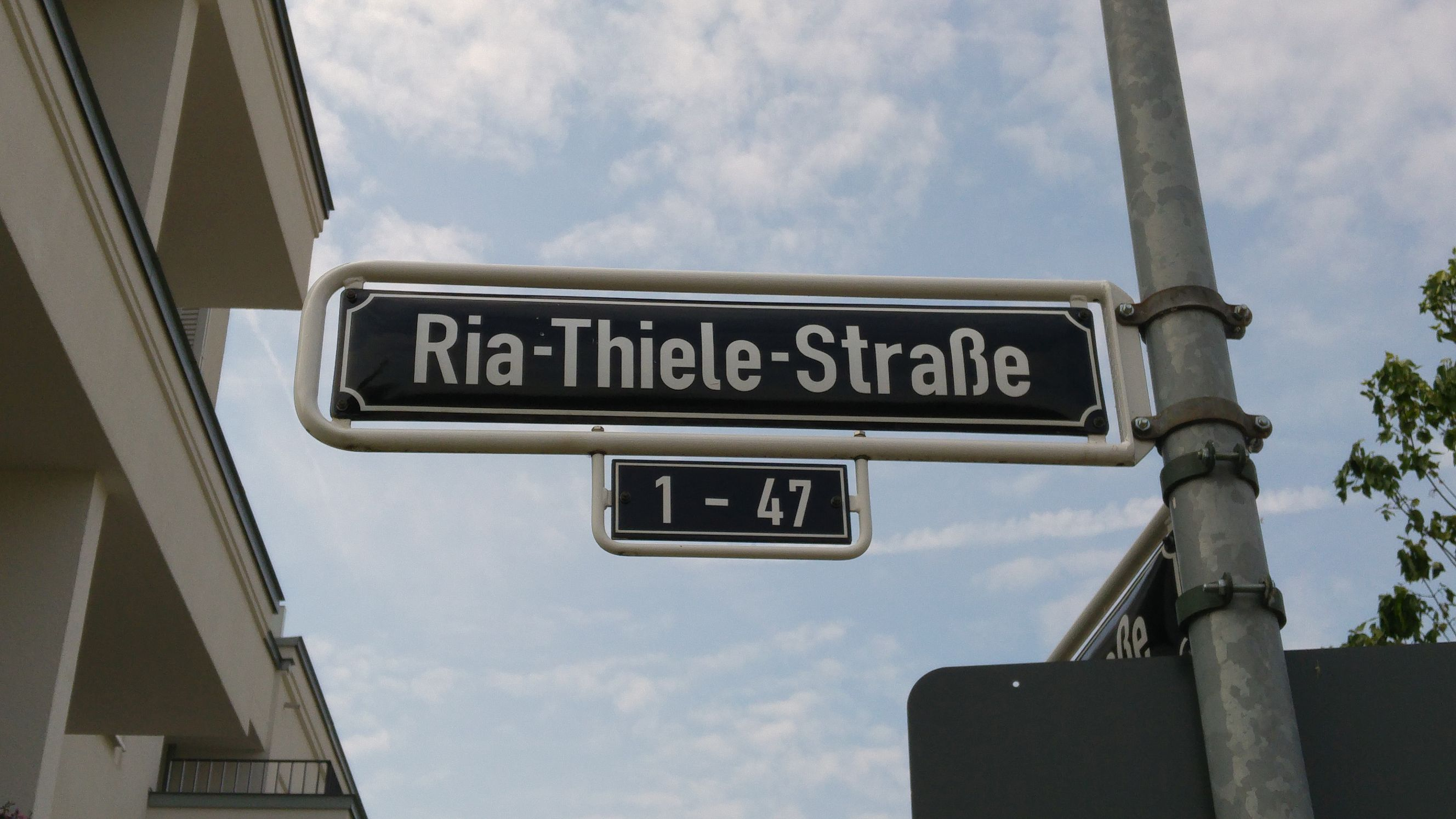
Die Ria-Thiele-Straße in Düsseldorf

Ria Thiele zog zwar nach Düsseldorf zurück, nahm aber keine Rollenangebote mehr an; auch ein Angebot von Gründgens, mittlerweile Intendant des Düsseldorfer Schauspielhauses, Mitglied im Ensemble zu werden, lehnte sie ab. Sie kämpfte stattdessen bis 1962 um ihre Rehabilitierung, und sie begann zu schreiben. 1985 wurde sie außerordentliches Mitglied des Freien Deutschen Autorenverbandes. 1994 kam ihr Buch Und mir wuchsen Flügel heraus, in dem sie ihre traumatischen Erlebnisse in Spanien aufarbeitete. Zwei Jahre später starb sie.
2011 wurde eine Straße im neuen Düsseldorfer Quartier Belsenpark nach Ria Thiele benannt.

## Werke
- Maria Thiele: Und mir wuchsen Flügel. Mein Kampf gegen das Räderwerk der Franco-Justiz. Autobiographisches Zeitdokument. Ahasvera, Neuss 1994, ISBN 3-927720-02-X.